# 山本化学工業
山本化学工業株式会社（やまもとかがくこうぎょう、英称：Yamamoto Corporation）は、大阪府大阪市生野区に本社を置く医療機器、放射線遮蔽素材、ウェットスーツ素材、複合特殊ゴム製品を製造する日本の企業である。

## 会社概要
医療機器商品、特殊複合ゴム素材、ウェットスーツ素材、水着素材、練習用水着、バイオラバーの製造販売を行っている。
ウェットスーツ素材で世界随一のシェアを誇り、特にトライアスロン市場でのシェアは90%を超える
2010年9月に医療機器製造業、製造販売業の許可を取得し、医療業界へ参入。
2011年には東日本大震災による福島第一原発の放射線汚染被害を受けて、放射線遮蔽素材の開発を行う。
尚、和歌山市舟津町にアセトアミノフェンなどの医薬品原材料を製造している同名の企業があるが、本項目で記述する企業と無関係である。

### 商標
同社の主力素材である独立発砲体構造を型どった六角形を中心としたロゴである。

### 事業所
- 本社 - 大阪府大阪市生野区
- 東京オフィス - 東京都渋谷区
- 本社工場 - 大阪府大阪市生野区
- 大阪工場 - 大阪府大阪市生野区
- 岡山工場 - 岡山県勝田郡

### 加入団体
- 大阪ゴム工業会 会員
- 一般社団法人 日本ホームヘルス機器協会 正会員
- 一般社団法人 日本統合医療学会 会員
- 一般財団法人 遠赤外線協会 賛助会員
- 在日フランス商工会議所 会員

### 受賞歴
- マネジメント・オブ・イヤー2013[4] - ダイヤモンド社
- KANSAIモノ作り元気企業 - 経済産業省近畿経済局
- 第11回なにわ大賞[5]  大賞 - なにわ名物開発研究会
- 大阪活力グランプリ2008  特別賞 - 大阪商工会議所

## 沿革
- 1938年 - 創業者・山本敬一が山本化学研究所を設立。
- 1960年 - 防衛庁から、海難救助用ウェットスーツ素材の開発を依頼される（開発した素材は防衛庁に採用される）。
- 1964年5月 - 会社設立。水産用潜水服素材の製造を開始。
- 1967年4月 - レジャー用ウェットスーツ素材の製造を開始。
- 1969年 - この年に打ち上げられたアポロ11号に、山本化学の開発したゴム素材が採用される。https://yamamoto-bio.com/history-1.html
- 1973年10月 - 深海用ダイビングスーツ素材を開発。
- 1977年3月 - Ｘ線防護用発泡体ラバー素材を開発 。
- 1986年8月 - バイオラバーを開発。同年、敬一が会長に退き、息子の富造が2代目社長に就任。
- 1993年5月 - Titanium-α (タイタニューム・アルファ)素材の開発・特許取得。
- 1997年7月 - S.C.S.（スーパーコンポジットスキン）素材の特許取得。
- 2000年1月 - バイオラバー素材の特許を取得。
- 2001年5月 - バイオラバーを一般市場へ販売開始。
- 2007年10月 - バイオラバースイム素材使用水着が公式競泳用水着としてFINA（国際水泳連盟）の許可を取得。
- 2008年 - Speedo社の競泳水着レーザー・レーサーを巡る騒動でこれに対抗できる素材として「バイオラバースイム（＝SCSファブリック）」（通称「タコヤキラバー」）を開発。
- 2009年
  - 6月 - 泳げない人が泳げる水着「およげるーの」発表[6]。
  - 9月 - バイオラバースパ畳の販売開始[7]。
- 2010年
  - 9月 - ハイブリッドアクティブスーツの販売開始[8]。販売はエフワン株式会社。
  - 9月 - 医療機器製造業および製造販売業の許可を取得。
  - 11月 - 一般医療機器「メディカルバイオラバー」の販売開始[9]。
  - 12月 - ゼロポジションを開発[10]。
- 2011年
  - 4月8日 - 速く泳げる練習用水着「ゼロポジション スイムウェア Z-Po05」発表[11]。
  - 4月28日 - バイオラバーセーフ「安全ハイブリッドウェア」発表[12]。
  - 5月10日 - バイオラバーRSM「放射線遮蔽ウェア」発表[13][14]。
  - 6月3日 - バイオラバーRSM WP16「放射線遮蔽シート」発表[15]。
  - 8月17日 - 医療機器「温熱メディカルバイオラバー」発表[16]。
  - 9月 - 海外を含めた医療機器事業の強化を進める[17]。
  - 10月19日 - 一般用放射線遮蔽服「バイオラバーRSM スピリット」発表[18]。
- 2012年
  - 3月1日 - 着圧機能付き素材「バイオラバーCBCM」発表[19]。
  - 4月26日 - 簡易遮蔽ウェア「バイオラバーRSM コアウェア」、放射線測定器補助具「バイオラバーRSM センサーポット」[20]、放射線遮蔽シート「バイオラバーRSM マルチプルシート」発表[21]。
  - 6月8日 - アスリート向け練習用水着「ゼロポジション プロフェッショナル」発表[22]。
  - 6月18日 - 独立気泡構造赤外線素材「バイオラバーＭＡＸＩＭＡ」発表[23]。
  - 12月7日 -医療機器の品質マネジメントシステム ISO13485の認証を取得。
- 2013年
  - 3月1日 -バイオラバーが 日本統合医療学会の健康機器として認定を受ける
  - 3月5日 - 骨盤調整サポーター「ゼロポジションスポーツベルト」発表[24]。
  - 3月25日 - バイオラバーRSM「センサーポットV600」発表及び福島への寄贈[25][26]。
  - 9月19日 - 2014年FINA承認高速水着を発表[27][28]。
  - 10月16日 - 放射能汚染水対策用遮蔽服を発表[29][30]。
  - 12月10日 - 保温用インナーベスト「ダブルベスト」登場[31]。
- 2014年
  - 1月14日 - 放射線遮蔽衝立「RSM HARDY パーティション」開発[32]。
  - 4月11日 - バイオラバーが米国で医療機器許可取得[33]。
  - 7月4日 - バイオラバー「プチベスト」販売開始。
  - 9月27日 - 放射線遮蔽服「RSM β88ウェア」を発表。
- 2015年
  - 2月5日 - 放射線遮蔽服「RSMウェア E-400 typeYS 」を発表。
  - 3月9日 - 競泳用素材「BRS-4TP」[34]、サメよけウェットスーツ素材の発表[35]。
  - 4月13日 - 新素材の競泳用水着を発表。[36]
  - 10月26日 - 競泳用水着ブランド「マーリン」の買収及び競泳用水着「マーリン マッハ」販売を発表。[37][38][39][40]
- 2016年
  - 7月1日 - 体幹ベルト「バイオラバーエアロドーム シェイプアップベルト」を先行販売開始。
  - 7月25日 - 体幹ベルト「バイオラバーエアロドーム シェイプアップベルト」を発表。[41]

## 主な製品
- ウェットスーツ用素材
- タイタニウム・アルファ
- バイオラバーRSM
- ゼロポジション スイムウェア
- バイオラバースイム
- マーリン
- メディカルバイオラバー
- バイオラバー (別ページを参照)

## ウェットスーツ素材
同社の主力製品でありウェットスーツ素材と言えば山本ラバー(Yamamoto Neoprene)であり、世界的に有名なウェットスーツ素材として国内外の多くのメーカーが同社の素材を採用している。しなやかな柔軟性と保温性が好まれ、用途として、トライアスロン、フリーダイビング、スキューバーダイビング、サーフィン、ウィンドサーフィン、スピアフィッシングなどのマリンスポーツから海女さんなどの水産業、さらに軍隊用などありとあらゆる分野に使用されている。
また、山本ラバーが業界で確固たる地位を築いたのは、S.C.S.加工を施した素材で水の抵抗を抑え、タイムなどの記録を重視するアスリートに好まれたことである。そこで多くの各メーカーのハイグレードの商品には同社の素材を採用している。
また、同社のウェットスーツ素材は、フットマークとコラボ水着を発表した際 に、他のブランド同様「バイオラバーマリン」とバイオラバーが付けられたこともある。

### フリーダイビング
世界各国の代表選手の大半が同社の素材で作られたウェットスーツを着用している。日本代表とアメリカ代表については、代表のウェットスーツに同社ロゴが入っており、素材の提供をしている。
尚、2010年9月に沖縄で開催されたフリーダイビング世界選手権大会にて、同社のウェットスーツを着用した日本代表チームは、女子団体(松元恵、平井美鈴、廣瀬花子)で金メダル、男子団体(篠宮龍三、大島俊、濱崎克哉)で銀メダルを獲得した。
2012年にフランスで行われた世界団体選手権大会では日本代表女子団体(福田朋夏、平井美鈴、廣瀬花子)は2連覇を果たしている。
2013年9月にはギリシャで開催された世界選手権個人では岡本美鈴(旧姓・平井美鈴)が銀メダルを獲得した。
2014年にはイタリアで開催された世界団体選手権大会では日本代表女子団体(福田朋夏、平井美鈴、廣瀬花子)は銀メダルを獲得し、同社のウェットスーツを着用した女子団体「人魚ジャパン」が各種メディアに取り上げられた。尚、男女共に優勝したロシアチームも同様同社のウェットスーツを着用していた。
2016年にはギリシャで開催された世界団体選手権大会では日本代表女子団体(福田朋夏、平井美鈴、廣瀬花子)が前回大会のリベンジを果たし金メダルを獲得。3回目の金メダルで5大会連続の表彰台という偉業を達成。
スポンサード フリーダイバー
- Tanya Streeter (タニヤ・ストリーター)
- Jana Strain (ジャナ・ストレイン)
- 福田朋夏
- 日本団体チーム
- ロシア団体チーム
- 米国団体チーム

### トライアスロン
当競技においてウェットスーツのシェアは90%以上で、2012年に開催されたロンドンオリンピックのトライアスロンでは、ほとんどの選手が同社素材のウェットスーツを着用した。採用メーカーは、Orca、Blue Seventy、2XU、SPEEDO、TYR、Rocket Scienceなど。
2013年4月15日に開催された石垣島トライアスロン2013では、元アーティスティックスイミング日本代表の奥野史子が、同社の素材を使用した国内メーカーであるナチュラルエナジーが作ったウェットスーツで大会に参加した。

### 亀用ジャケット
2013年サメによって両前肢を失ったウミガメの悠ちゃんを保護していた須磨海浜水族園のプロジェクトチームが、義肢ジャケットが必要となり、ウェットスーツで有名な同社に制作を依頼。それ以降、プロジェクトに参加し、ジャケットの制作改良を行う。
2014年4月5日にジャケットが完成。公開報告会を実施し、多くマスメディアに取り上げられる。

## 保温素材「タイタニウム・アルファ」
ウェットスーツ用素材として元来開発された加工技術。同社のゴムの表面にチタン合金の層を負荷させた素材で、保温性を高めた素材である。

### ダブルベスト
「タイタニウム・アルファ」素材を使用した防寒用インナーベストで、着用することで保温効果が高まり、着る魔法瓶と言われている。WBSのトレたまでも紹介された。

### うるおいシリーズ
「タイタニウム・アルファ」素材を使用したスキンケア用商品。指ケア用の「フィンガーキャップ」、ウエスト用の「ウエストベルト」、顔用の「フェイスマスク」を展開。また後発商品の踵用の「カカトケア」は雑誌ananの『カラダに良いものカタログ』の認定商品と紹介された。

## 放射線遮蔽素材「バイオラバーＲＳＭ」
2011年3月11日の東日本大震災で起きた福島原子力発電所の事故を受け、過去にX線遮蔽素材の製造していたことにより、同年5月にはその技術を生かして放射線遮蔽素材「バイオラバーＲＳＭ」の開発に成功。セシウム137から発するγ線の遮蔽を目的とする。
後に同シリーズでβ線遮蔽の素材の開発も成功する。

### 名称の由来
同社のブランド名である「バイオラバー」と放射線を遮蔽するという意味の英語である「Radiation Shield Material」の頭文字をとった「RSM」から成る。

### 製品展開
- E-400 typeYS  - ジャケット、ハーフパンツ
- β88 - トップス、ボトムス
- カーシートカバー E-300/E-400 - 車両用シート
- β38ウェア - トップス、ボトムス (販売終了)
- E-400ウェア typeXIII - ベスト、パンツ、アンダープロテクター
- E-400ウェア typeXI - ベスト、パンツ、アンダープロテクター
- E-400ウェア typeVII - ネックガード、ベスト、パンツ
- E-600ウェア typeVIII - ベスト、パンツ
- E-300 インソール (販売終了)
- E-600 インソール
- E-400 インソール2
- コアウェア -コアプロテクター、アンダープロテクター
- E-400シート 4mm
- E-600シート 3mm
- E-600シート 6mm
- マルチプルシート (販売終了)
- センサーポット (販売終了)
- センサーポット V600 (販売終了)
- スピリット - ベスト、アンダープロテクター (販売終了)

### 開発経緯
2011年開発当初、放射線遮蔽素材「RSMラバー」を使用したシートタイプとウェアタイプの2種類を展開。ウェアは、ネックガード、ベスト、ハーフパンツの3点で構成。素材として従来品よりも柔軟性があり、着用時の可動性が向上。放射線遮蔽服としてはこれまで存在しなかったパンツの形状の製品の開発にも成功した。
遮蔽力の違いでWP-14とWP-16の2種類があり、WP-16は事故に遭った原子力建屋内での使用を目的とし、従来のウェアが20kgに対して当素材を使用したウェアは14kg程度に抑えられている。
同年10月には、重金属を使用せず貴金属を使用した一般用放射線遮蔽服「バイオラバーRSM スピリット」を発表。これまでの原子力発電所及び立入禁止内で使用される製品以外の地域で一般人や除染作業者向けの製品を開発した。
形状は上半身を覆うベストと下半身を覆うプロテクターで構成。重量が上下合わせて800gで従来品の約1/25と軽量化に成功。柔軟性にも富んでいる。（2011年10月22日付 毎日新聞朝刊より出典）
2012年4月には3種類の新製品を発表。がれき処理や除染作業者向けの簡易放射線遮蔽ウエア「コア ウェア」は、「ＲＳＭラバー」を、放射線の影響を受けやすい体幹部だけに配置し、軽量化を実現。放射線測定器補助具「センサーポット」は、空気中の線量も同時に測定してしまい対象物の線量を正確に測定できない測定器の弱点を克服。同ポットで測定器を包むことで対象物以外からの放射線の影響を減少させ、正確な測定を可能にする。「マルチプルシート」は放射線汚染物質のサンプルを運搬する際に、運搬用ボックスの内貼りシートなどとして利用が可能である。
この頃から素材はE-400とE-600に変更される。
同年5月には、英国スコットランドで開催されたIRPA 13（第13回国際放射線防護学会）で近畿大学原子力研究所と製品の有効性について論文発表、製品展示も行った。
同年9月には、「RSMウェア E-400 typeXI」が発売され、表面素材は高速水着の撥水機能の加工を使い、放射線防護服の上に着用も可能な放射線遮蔽服とされている。
2013年3月には、新放射線測定補助具「センサーポットV600」を発表。鉛を使用したコリメーター同等の性能を持ち、簡単に線量計に装着が可能。発表と同時に福島県の市町村へ10基の寄贈を決めている。
同年10月には、福島第一原子力発電所の汚染水問題の処理にあたる作業員の被曝対策として、ベータ線遮蔽服「β38ウェア」を発表。これまで同社はガンマ線遮蔽服を作ってきたが、この製品で初めてベータ線対策の製品を開発した。製品構成はウェットスーツのようなウェアで、上半身と下半身のツーピースから成り、上半身にはフードが付いている。また重ね着が可能なガンマ線遮蔽下着も発表している。
2014年1月には、放射線遮蔽衝立「RSM HARDY パーティション」を三進金属工業と共同開発。原発敷地内での作業時の被曝を軽減する遮蔽カート「E-600 パーティション」と、汚染土壌の貯蔵地域対策としての遮蔽パネル「E-400 パーティション」を発表。
さらに同年、車両用座席シートとして「カーシートカバー E-300/E-400」を開発。
同年9月には、β線遮蔽服「β38ウェア」の改良版として「β88ウェア」を開発。
2015年2月には、「RSMウェア E-400 typeYS」を開発。従来のベスト|及びパンツ形状から半袖、ハーフパンツの形状になり、より遮蔽する面積が増加した。
2015年10月15日・16日に郡山カルチャーパークで開催された「RADIEX 環境放射能対策・廃棄物処理国際展」にて同社の最新モデルの放射線遮蔽服が紹介され、従来の倍にあたるおよそ４割の被曝が低減できるとのこと。

## 練習用水着「ゼロポジション スイムウェア」
同社が開発した練習時に着用する浮力がある水着。浮力による水泳フォームの改善を行う。

### 製品展開
- およげるーの(販売終了)
- ゼロポジション スイムウェア(販売終了)
- ゼロポジション アームギア(販売終了)
- ゼロポジション プロフェッショナル
- ゼロポジション マスターズ
- ゼロポジション2(開発中)
- ゼロポジション ジュニア

### 開発経緯
2008年、高速で泳げると称するゴム製水着素材で世間の話題となったが、2010年のゴム素材の使用禁止という国際水泳連盟によるルール改正など、度重なる素材の変更を余議なくされたため、規制の無い練習用の水着の開発に着手する。
2009年に泳げない人向けの練習用水着「およげるーの」が発売される。この水着は発泡ウレタン製の薄板を、水着の胸やおなか、太ももなどの部分に入れ、必要な浮力を補うことで水中姿勢を整える仕組み。社長曰く「水中での姿勢を身体が覚えたら、板を抜いてもバランスが乱れなくなる」などと説明。
2010年にびわこ成蹊スポーツ大学（大津市）と共に、水中で浮力が作用する中心「浮心」と、重力が働く中心「重心」の位置を最適にすることで圧力抵抗を軽減する理論「ゼロポジション　コンセプト」を発表。その理論を活用したフォーム改善練習用水着「ゼロポジションウェア」を開発し、浮心と重心の距離を縮めることにより、水平姿勢を保つことが可能となる。
その後、早く泳げる練習用水着「ゼロポジション スイムウェア」と名称の変更を行い、2011年4月20日販売することを発表
。「Z-Po05」「Z-Po10」「Z-Po15」とスイマーの泳力に合わせた3種類の商品展開をされている。
「ゼロポジション スイムウェア」は通常の水着の上に着用して使用する。同社の実験では、この水着を着用して練習するのと、通常の水着だけの練習を交互に繰り返せば、1～2カ月で速さが大幅に改善されるなどとしている。
それ以外の商品として腕に巻く「ゼロポジション アームギア」も販売している。
また、マスターズ大会などでブース出展をして「ゼロポジション　スイムウェア」の説明等も行っている。スポーツクラブ ルネサンスでは、「ゼロポジション　スイムウェア」を使用したレッスンも組まれている。
さらに、アスリート向けとして2012年6月8日に「ゼロポジション プロフェッショナル」を発表。
日体大の選手が使用し、男子の堀畑裕也（世界選手権大会個人メドレー銅メダリスト）、女子の高橋美帆の個人メドレーの2人に加え、リレーメンバーの大学院生、松本弥生がロンドン五輪日本代表入りを果たした。
以降、アスリート〜中級者用「ゼロポジション プロフェッショナル」と水泳初心者用「ゼロポジション マスターズ」の2種類の商品展開になる。
2013年には、「ゼロポジション」シリーズが日本水泳連盟の推奨製品として認められている。
同年9月には、「ゼロポジション2」として、骨盤の左右のネジレを解消する機能をさらに付け、水泳時の左右にムダ、ムラの無い泳ぎを実現するとしている。同社は当製品をフリーダイバー日本代表選手の協力で検証したところ、水中での蹴伸びの距離が23～25%改善したと発表している。
同年12月には、子供用「ゼロポジション ジュニア」の販売を開始。素材の厚みが1mm用と3mm用の2商品を展開。
2014年6月のジャパンカップでは、高橋美帆は、当時最古の日本記録であった400m女子個人メドレーで14年ぶりの新記録を打ち立てて優勝。また小関也朱篤は200m平泳ぎで優勝し、さらに同年8月に開催されたパンパシフィック水泳選手権では男子100m平泳ぎ、200m平泳ぎで金メダル、4x100mメドレーリレーで銀メダルを獲得した。練習時に「ゼロポジション プロフェッショナル」を使用していた。
2024年7月のパリ五輪においては、近畿大学水上競技部の谷川亜華葉が400m個人メドレーで出場した。

## 競泳用高速水着素材「バイオラバースイム」
2008年の高速水着問題以降、当時からトライアスロンなどオープンウォーターにおける水着素材がトップシェアであった同社は、この騒動を発端に競泳業界に参入する。

### 名称の由来
同社のブランド名である「バイオラバー」と水着素材であることの「スイム」を合体して名付けられた。当初、SCSファブリックと言われていたが、のちに「バイオラバースイム」に変更。しかし、以下の項目記載の通り織物素材へのルール改正によって、以後織物素材は英語表記のBio-Rubber Swimの頭文字BRSに変更する。

### 製品展開
- 2008 - バイオラバースイム(SCSファブリック)
- 2009 - バイオラバースイム マークII
- 2010 - BRS-TX
- 2011 - BRS-TX2
- 2012 - BRS-TX3 Premium
- 2013 - BRS-TX3 DUAL
- 2014 - BRS-TX3 nano
- 2015 - BRS-4TP

### 競泳界の高速水着騒動
ゴム製水着の席巻
世間で話題となったSpeedo社のレーザーレーサー（LZR）を着用した海外の選手達の驚異的な新記録が続出したため、急遽日本水泳連盟は日本水泳連盟の契約メーカー（アシックス・デサント・ミズノ）に対して異例の五輪用競泳水着の改良を求めた。当時、山本化学工業は急遽記者発表を行い、日本代表競泳選手の為に無償で契約メーカー3社に対して素材「SCSファブリック」の提供を発表。その後、ミズノとデサントがこの素材を一部に使用した水着を発表した。
しかし、2社共に「SCSファブリック」を水着全体の30%の使用に留まったためか、素材の効果が現れず、実際に着用した国内選手はほとんどいなかった。
海外での素材採用
一方、海外においては、まずニュージーランドのブルーセブンティー(Blueseventy)社が「SCSファブリック」を100%使用して商品化。(競泳用のpointシリーズ、neroシリーズは日本でも2008年6月、横浜市のアレッセコーポレーションを日本総代理店としての販売する。)
アメリカ国内の五輪代表選考会の男子200メートルバタフライ決勝で、当時無名であったneroを着たギル・ストバルが自己ベストを3秒も縮め、北京五輪への代表入りを決める。またオランダ国内大会の男子200メートル自由形では、アテネ・シドニー五輪金メダリストのピーター・ファンデンホーヘンバンドもneroを着て優勝する。
国内の事態の変化
海外選手は自由に水着が選択出来、レーザーレーサー（LZR）や山本化学工業の「SCSファブリック」を使用した水着を着用して、多くの選手が大幅に記録を更新する一方、国内選手への水着供給が大手3社に決められていたため、日本国内水泳界の緊急事態として日本水泳連盟は、その制限を撤廃した。
そこで国内の中小企業も山本化学工業の素材を100%使用して高速水着への参入を始める。大阪府和泉市の水着メーカースポーツヒグも2008年7月24日、「KOZ」（コーズ）の名で商品化し8月中旬から国内のスポーツ店などで販売すると発表した。アルペンからは「ティゴラ」 、ヴィエントからは「RECOBEAM（レコビーム）」、ハマデスポーツからは「YAMAHO」、小林ゴムからは「スイムアーマー」などの多くのメーカーで商品化され、販売を開始。
山本化学工業の素材の水着を着て泳いだ選手の一部には好成績を出した選手もおり、山本化学工業はそれを水着の効果であると称している。neroとKOZは2008年8月の高校総体に着用した選手がいた。
愛称
当時、同社の水着素材を使った水着を「タコヤキラバー」と呼ばれるようになった。その理由は、同素材表面に無数に気泡がたこ焼き器のように開いており、その穴に水分子をキャッチする様がたこ焼きに捉えられ、関西テレビのバラエティ番組、ナンボDEなんぼにおいて、社長曰くフジテレビの取材陣が勝手にタコヤキラバーと呼ぶようになり、その名前が広まったらしい。
認知された素材
2009年からは、同社は高速水着素材「バイオラバースイム マークⅡ」を発売し、国内外の水着メーカーが採用。イタリアのアリーナ社、ジャケド（Jacked）社、ニュージーランドのブルーセブンティー社、アメリカのTYR社などが商品化。
2009年1月の国内の大会で、入江陵介選手(背泳ぎ)が同素材を使って国内メーカーが試作した水着を着て日本新記録を出す。
2009年7月にローマで開催された世界水泳選手権大会ではアリーナ社の高速水着を着用した選手の多くが新記録を叩き出し、入賞を果たす。
織物素材への変更
バイオラバースイムも高撥水性を理由として、突如、国際水泳連盟より2010年以降競技用水着の素材にゴムを使用することが禁じられた。この措置により競泳水着は織物に限られた。
ゴム製水着が禁止になったことにより、山本化学工業は競泳から撤退との報道も報じられたが、同社は織物素材の新商品「BRS-TX」を開発。国際水泳連盟の審査も合格し、MATUSE社より新高速水着「MATUSE-TX」として販売された。
その後の素材開発
国際水泳連盟に認められた水着としては、2011年には親水性と撥水性の両性機能を持たせた新商品としてMATUSE社より「MATUSE アルテミス」、2012年には新素材「BRS-TX3 Premium」を使用した「MATUSE アポロ」が販売される。
2013年には、同年対応の素材「BRS-TX3 DUAL」を100%使用したマーリンブランドの水着「マーリンGAIA」が販売される。
また、2014年は「BRS-TX3 nano」を2015年は「BRS-4TP」を開発し、マーリンブランドや国内外のメーカーの水着が国際水泳連盟の承認を得たことを発表。
競泳水着販売に本格参入
これまで国内外の水着メーカーに競泳用水着の素材の販売を行ってきた同社が、2015年10月1日に国産競泳用水着ブランド「マーリン」をバ プロジェクトから買収し、競泳用水着を販売することを発表（2015年10月26日発表）。研究開発から製造そして販売までの一貫して行うことでコストダウンと商品性能の向上を目指すとしている。またその販売の皮切りとして髙島屋大阪店から販売を開始する。

## 医療機器「メディカルバイオラバー」
2010年9月に山本化学工業は医療機器の製造業、製造販売業を取得し、同年11月に最初の医療機器品目として「メディカルバイオラバー」の販売を開始した。

### 製品展開
- メディカルバイオラバー - 弾性ストッキング
- 温熱メディカルバイオラバー - 温熱用パック

### 開発経緯
「メディカルバイオラバー」は弾性ストッキングという医療機器に属し、薬局や大型量販店、スポーツ店などで販売されている下半身から腰にかけて段階的に圧力をかけて、血流促進の改善を行う商品と同様のものである。商品は腰、もも、ふくらはぎ、足首と4つのパーツから構成されている。
2011年10月には、2つめの医療機器品目として「温熱メディカルバイオラバー」の販売を開始する。電子レンジで30秒ほど加熱したジェルパックとバイオラバーを装着袋に入れ、腹や腰、背中にあててベルトを締めると、1時間ほどで体温が上がり、血行促進や筋肉痛・神経痛の緩和などが期待できるという。
また、この商品の登場により「メディカルバイオラバー」というブランド名が山本化学工業の医療機器に係る商品のものとなる。

## 協賛イベント
- コナミオープン水泳競技大会
- 報知マスターズスイミング
- おごと温泉びわ湖パノラマウォーク
- 大健康チャリティーウオーク[59]。
- フリーダイビング世界選手権2010沖縄
- TOL25周年 もっとスポーツ！もっと夢！
- 国立科学博物館「エコで粋！？自然に学ぶネイチャー・テクノロジーとライフスタイル展」
- Victory Student Contest
- 「地方の時代」映画祭り
- 映画「最後の初恋」試写会

寄付
- おいでませ！山口国体・山口大会[60]

## CM・TV・広告

### CM
- バイオラバー篇 〜2008年

同社の開発製品「バイオラバー」は、GAORA、MBSラジオやスカイA「すごいアイツがやってきた！」のキャッチフレーズで盛んにCMが放映されていた。「宮坂流津山銭太鼓流保存会」バージョンや「水野啓子バトンスクール」バージョンがある。また、「通販パロディ」バージョンも存在する。
- OL篇 2008年〜2009年

オフィスで女性社員が山本化学工業について語る。
- ランチタイム篇 2009年〜2011年

社食で2名の男性が「山本さんって誰だっけな～」と語り合う。
出演者 - 大山鎬則、佐藤誠
制作 - TETSUJIN
- ゼロポジション篇 2011年〜2012年

練習用高速水着「ゼロポジション」の商品CMとして、テレビ東京、毎日放送などで放送。商品の機能性を説明している。
- 森林篇  2011年〜2012年

ゼロポジション篇同様の期間に交互に放送された「バイオラバー」の商品CM。商品を付けた女性が公園のベンチに座り「あったか」と呟く。
- 2012年総括篇 2012年年末

2012年年末にのみ放映された1年を締めくくるナレーションと共に記者発表の様子などが映し出されている。
- ISO13485篇 2012年年末〜2013年

同社のISO13485認証取得により制作。白衣を着用した5名の研究員が研究している。また同社CMとして初めて歌ありのBGMが採用。
同社の社員
BGM - ハートフルホスピタル「ありがとう」
制作 - ラッシュ
- ゼロポジションスポーツベルト篇 2013年〜

骨盤矯正サポーター「ゼロポジションスポーツベルト」の商品CM。女性が商品を着けて湊町リバープレイスをランニングする。
出演者 - 笹井美里
BGM - ハートフルホスピタル「ありがとう」
制作 - ラッシュ
- ゼロポジション プロフェッショナル篇 2013年〜

練習用高速水着「ゼロポジション プロフェッショナル」の商品CM
- 高速水着篇 2013年〜

高速水着素材「BRS-TX3」の紹介
- 山本化学工業 化学の可能性 2014篇 2014年〜

日本統合医療学会推奨品の商品CM。研究員が化学の可能性について考える。
出演者 - 同社社員、山口千景 (ハートフルホスピタル)
BGM - ハートフルホスピタル「ありがとう」
制作 - ラッシュ
- 山本化学工業 秘密はウェブで篇 2014年〜

商品カットが違う4パターンがある商品CM。商品は「うるおいシリーズ」、「ダブルベスト」、「タイタニウムシリーズ」、「ゼロポジション スポーツベルト」がある。
出演者 - 同社社員、山口千景 (ハートフルホスピタル)
制作 - ラッシュ
- 森林篇（2015年改訂版）  2015年～

2012年まで放送されていた森林篇のナレーションを変更されたバージョン

### TV制作番組
- 濱口女子大学 〜軽トラとテントと鈴木〜 - テレビ大阪（2015年7月14日〜2016年12月 毎週木曜深夜2:10〜 / 2017年1月14日〜 毎週土曜深夜3:00〜)

### CM提供番組
- にっぽん城紀行 - 関西テレビ（2016年7月〜12月)
- 阪神タイガース戦 - GAORA　(2008年～2014年、2016年〜)
- 北海道日本ハムファイターズ戦 - GAORA　(2016年〜)
- 和風総本家 - テレビ大阪・テレビ東京系列（2009年9月までは月曜20時、同年10月以降は木曜21時放送。同社は2016年3月まで提供)
- FNNスーパーニュースアンカー - 関西テレビ（毎週水曜日の17時台前半、毎週月曜日の18時台前半、2008年10月～現在提供終了）
- めざせ美BODY!yasuyoのおうちでピラティス - GAORA（放送終了、山本化学工業一社提供）
- 歌に乾杯！ゆめ燦々サンテレビ (放送終了)

### 広告
- 阪神タイガースオリジナルDVDブック 猛虎烈伝 -全巻裏表紙全面
- 産經新聞 - 夕刊題字横
- 吉田えり(女子プロ野球) - 神戸9クルーズ時代にユニホーム前面への広告を出していた
- 大山未希(ビーチバレー) - 当時水着ブランドマーリン（2015年10月1日より同社のブランドに変更）とコラボして同選手の2013年、2014年のユニフォームを提供
- 鶴橋駅看板 - 近畿日本鉄道鶴橋駅の奈良線0番ホームに設置された看板（2015年9月～）
- 新大阪駅看板 - JR新大阪駅の新幹線に設置（2008年～2014年）
- 本町駅看板 - 大阪市営地下鉄の本町駅に設置
- 東京駅看板 - 東京メトロ丸ノ内線東京駅に設置